# Estancia (Tabasco)
Estancia es una localidad del municipio de Centro ubicado en la subregión centro del estado mexicano de Tabasco.

## Geografía
La localidad de Estancia se sitúa en las coordenadas geográficas 18°10′38″N 92°48′46″O / 18.177222, -92.812778, a una elevación de 3 metros sobre el nivel del mar.

## Demografía
Según el Censo de Población y Vivienda 2020, efectuado por el Instituto Nacional de Estadística y Geografía, la localidad de Estancia tiene 1,607 habitantes, de los cuales 789 son del sexo masculino y 818 del sexo femenino. Su tasa de fecundidad es de 2.22 hijos por mujer y tiene 369 viviendas particulares habitadas.
| Gráfica de evolución demográfica de Estancia entre 1970 y 2020 |
|                                                                |
| INEGI.                                                         |